# Liste der Städte in Ostbrandenburg
Dies ist eine Liste der Städte der Provinz Brandenburg, welche 1945 polnisch wurden.
| Deutscher Name          | Landkreis 1910      | Regierungs- bezirk 1910 | Stadt seit | Einwohner 1910 | Polnischer Name     | Powiat – Ursprünglicher Name (Kreis)               | Woiwodschaft | Anmerkung                            |
| ----------------------- | ------------------- | ----------------------- | ---------- | -------------- | ------------------- | -------------------------------------------------- | ------------ | ------------------------------------ |
| Arnswalde               | Arnswalde           | Frankfurt               | 1291       | 9.455          | Choszczno           | Choszczno – Arnswalde                              | Westpommern  | 1938 an Pommern                      |
| Bärwalde (Neumark)      | Königsberg/Nm.      | Frankfurt               | 1298       | 3.339          | Mieszkowice         | Gryfino – Greifenhagen                             | Westpommern  |                                      |
| Berlinchen              | Soldin              | Frankfurt               | 1278       | 6.194          | Barlinek            | Myślibórz – Soldin                                 | Westpommern  |                                      |
| Bernstein               | Soldin              | Frankfurt               | 1290       | 2.206          | Pełczyce            | Choszczno – Arnswalde                              | Westpommern  |                                      |
| Betsche                 | Meseritz            | Posen                   | – 1945     | 1.862          | Pszczew             | Międzyrzecz – Meseritz                             | Lebus        | 1938 aus Grenzmark Posen-Westpreußen |
| Blesen                  | Schwerin (Warthe)   | Posen                   | 1458–1945  | 1525           | Bledzew             | Międzyrzecz – Meseritz                             | Lebus        | 1938 aus Grenzmark Posen-Westpreußen |
| Bobersberg              | Krossen             | Frankfurt               | vor 1809   | 1.168          | Bobrowice           | Krosno Odrzańskie                                  | Lebus        |                                      |
| Bomst                   | Bomst               | Posen                   | vor 1397   | 1.886          | Babimost            | Zielona Góra – Grünberg                            | Lebus        | 1938 aus Grenzmark Posen-Westpreußen |
| Brätz                   | Meseritz            | Posen                   | 1428–1946  | 1.381          | Brójce              | Międzyrzecz – Meseritz                             | Lebus        | 1938 aus Grenzmark Posen-Westpreußen |
| Christianstadt (Bober)  | Sorau               | Frankfurt               | 1659       | 1.858          | Krzystkowice        | Żary – Sorau                                       | Lebus        |                                      |
| Driesen                 | Friedeberg          | Frankfurt               | 1317       | 6.003          | Drezdenko           | Strzelce Krajeńskie-Drezdenko – Friedeberg-Driesen | Lebus        | 1938 an Pommern                      |
| Drossen                 | Weststernberg       | Frankfurt               | vor 1477   | 5.006          | Ośno Lubuskie       | Słubice – Frankfurt (Oder)-Dammvorstadt            | Lebus        |                                      |
| Friedeberg              | Friedeberg          | Frankfurt               | vor 1270   | 5.460          | Strzelce Krajenskie | Strzelce Krajeńskie-Drezdenko – Friedeberg-Driesen | Lebus        | 1938 an Pommern                      |
| Fürstenfelde            | Königsberg/Nm.      | Frankfurt               | vor 1809   | 1.847          | Boleszkowice        | Myślibórz – Soldin                                 | Westpommern  |                                      |
| Gassen                  | Sorau               | Frankfurt               | 1660       | 3.829          | Jasień              | Żary – Sorau                                       | Lebus        |                                      |
| Göritz                  | Weststernberg       | Frankfurt               | – 1945     | 2.040          | Górzyca             | Słubice – Frankfurt (Oder)-Dammvorstadt            | Lebus        |                                      |
| Gubin                   | Stadtkreis          | Frankfurt               | 1235       | 33.122         | Gubin               | Krosno Odrzańskie – Krossen (Oder)                 | Lebus        | Einwohner mit westlich der Oder      |
| Hochzeit                | Arnswalde           | Frankfurt               | 1350       | 527            | Stare Osieczno      | Strzelce Krajeńskie-Drezdenko – Friedeberg-Driesen | Lebus        | 1938 an Pommern                      |
| Königsberg/Nm.          | Königsberg/Nm.      | Frankfurt               | 1270       | 6.120          | Chojna              | Gryfino – Greifenhagen                             | Westpommern  |                                      |
| Königswalde             | Oststernberg        | Frankfurt               | 1367       | 1.314          | Lubniewice          | Sulęcin – Zielenzig                                | Lebus        |                                      |
| Krossen                 | Crossen             | Frankfurt               | 1249       | 7.595          | Krosno Odrzańskie   | Krośnieński – Crossen                              | Lebus        |                                      |
| Kürtow                  | Arnswalde           | Frankfurt               | 1486 – ?   | 289            | Korytowo            | Choszczno – Arnswalde                              | Westpommern  | 1938 an Pommern                      |
| Küstrin                 | Königsberg/Nm.      | Frankfurt               | 1300       | 17.600         | Kostrzyn nad Odrą   | Gorzów Wlkp. – Landsberg (Warthe)                  | Lebus        |                                      |
| Lagow                   | Oststernberg        | Frankfurt               | 1809–1932  | 780            | Łagów               | Świebodzin – Schwiebus                             | Lebus        |                                      |
| Landsberg an der Warthe | kreisfrei           | Frankfurt               | 1257       | 33.598         | Gorzów Wielkopolski | kreisfrei                                          | Lebus        |                                      |
| Liebenau bei Schwiebus  | Züllichau-Schwiebus | Frankfurt               | – 1945     | 1.148          | Lubrza              | Świebodzin – Schwiebus                             | Lebus        |                                      |
| Lippehne                | Soldin              | Frankfurt               | 1302       | 4.056          | Lipiany             | Pyrzyce – Pyritz                                   | Westpommern  |                                      |
| Meseritz                | Meseritz            | Posen                   |            | 5.990          | Międzyrzecz         | Międzyrzecz – Meseritz                             | Lebus        | 1938 aus Grenzmark Posen-Westpreußen |
| Mohrin                  | Königsberg/Nm.      | Frankfurt               | 1306       | 1.101          | Moryń               | Gryfino – Greifenhagen                             | Westpommern  |                                      |
| Neudamm                 | Königsberg/Nm.      | Frankfurt               | 1562       | 7.827          | Dębno               | Myślibórz – Soldin                                 | Westpommern  |                                      |
| Neuwedell               | Arnswalde           | Frankfurt               | 1363       | 2.586          | Drawno              | Choszczno – Arnswalde                              | Westpommern  | 1938 an Pommern                      |
| Pförten                 | Sorau               | Frankfurt               | – 1945     | 715            | Brody               | Żary – Sorau                                       | Lebus        |                                      |
| Reetz                   | Arnswalde           | Frankfurt               | 1296       | 2.939          | Recz                | Choszczno – Arnswalde                              | Westpommern  | 1938 an Pommern                      |
| Reppen                  | Weststernberg       | Frankfurt               | 1329       | 4.530          | Rzepin              | Słubice – Frankfurt (Oder)-Dammvorstadt            | Lebus        |                                      |
| Schönfließ              | Königsberg/Nm.      | Frankfurt               | 1281       | 2.555          | Trzcińsko Zdroj     | Gryfino – Greifenhagen                             | Westpommern  |                                      |
| Schwerin an der Warthe  | Schwerin (Warthe)   | Posen                   | 1295       | 6.713          | Skwierzyna          | Międzyrzecz – Meseritz                             | Lebus        | 1938 aus Grenzmark Posen-Westpreußen |
| Schwiebus               | Züllichau-Schwiebus | Frankfurt               |            | 9.332          | Świebodzin          | Zielona Góra – Grünberg                            | Lebus        |                                      |
| Soldin                  | Soldin              | Frankfurt               | 1271       | 5.565          | Myślibórz           | Myślibórz – Soldin                                 | Westpommern  |                                      |
| Sommerfeld              | Crossen             | Frankfurt               | 1283       | 11.880         | Lubsko              | Żary – Sarau                                       | Lebus        |                                      |
| Sonnenburg              | Oststernberg        | Frankfurt               | 1808       | 4.258          | Słońsk              | Sulęcin – Zielenzig                                | Lebus        |                                      |
| Sorau                   | Sorau               | Frankfurt               | 1260       | 18.019         | Żary                | Żary – Sorau                                       | Lebus        |                                      |
| Sternberg               | Oststernberg        | Frankfurt               | 1375       | 1.677          | Torzym              | Sulęcin – Zielenzig                                | Lebus        |                                      |
| Tankow                  | Friedeberg          | Frankfurt               | 1347–1608  | 96             | Danków              | Strzelce Krajeńskie-Drezdenko – Friedeberg-Driesen | Lebus        | 1938 an Pommern                      |
| Tirschtiegel            | Meseritz            | Posen                   | vor 1394   | 2.385          | Trzciel             | Międzyrzecz – Meseritz                             | Lebus        | 1938 aus Grenzmark Posen-Westpreußen |
| Triebel                 | Sorau               | Frankfurt               | – 1945     | 1.984          | Trzebiel            | Żary – Sorau                                       | Lebus        |                                      |
| Unruhstadt              | Bomst               | Posen                   | 1661       | 1.612          | Kargowa             | Zielona Góra – Grünberg                            | Lebus        | 1938 aus Grenzmark Posen-Westpreußen |
| Vietz                   | Landsberg (Warthe)  | Frankfurt               | 1935       | 4.313          | Witnica             | Gorzów Wielkopolski – Landsberg (Warthe)           | Lebus        |                                      |
| Woldenberg              | Friedeberg          | Frankfurt               | 1313       | 4.608          | Dobiegniew          | Strzelce Krajeńskie-Drezdenko                      | Lebus        | 1938 an Pommern                      |
| Zehden                  | Königsberg/Nm.      | Frankfurt               | 1299       | 1.533          | Cedynia             | Gryfino – Greifenhagen                             | Westpommern  |                                      |
| Zielenzig               | Oststernberg        | Frankfurt               | 1244       | 5.705          | Sulęcin             | Sulęcin – Zielenzig                                | Lebus        |                                      |
| Züllichau               | Züllichau-Schwiebus | Frankfurt               | 1318       | 8.035          | Sulechów            | Zielona Góra – Grünberg                            | Lebus        |                                      |